# اکبرنامه
اکبرنامه، تاریخ رسمی سلطنت اکبر، سومین امپراتور گورکانی (متوفی ۱۵۵۶–۱۶۰۵) است که توسط خود اکبر به سفارش مورخ و زندگینامه نویس دربار خود، ابوالفضل علامی انجام شده‌است. او یکی از ناواراتان دربار اکبر بود. این کتاب به زبان فارسی، زبان ادبی گورکانیان نوشته شده‌است و شامل توصیفهای واضح و مفصل از زندگی و دوران اوست.

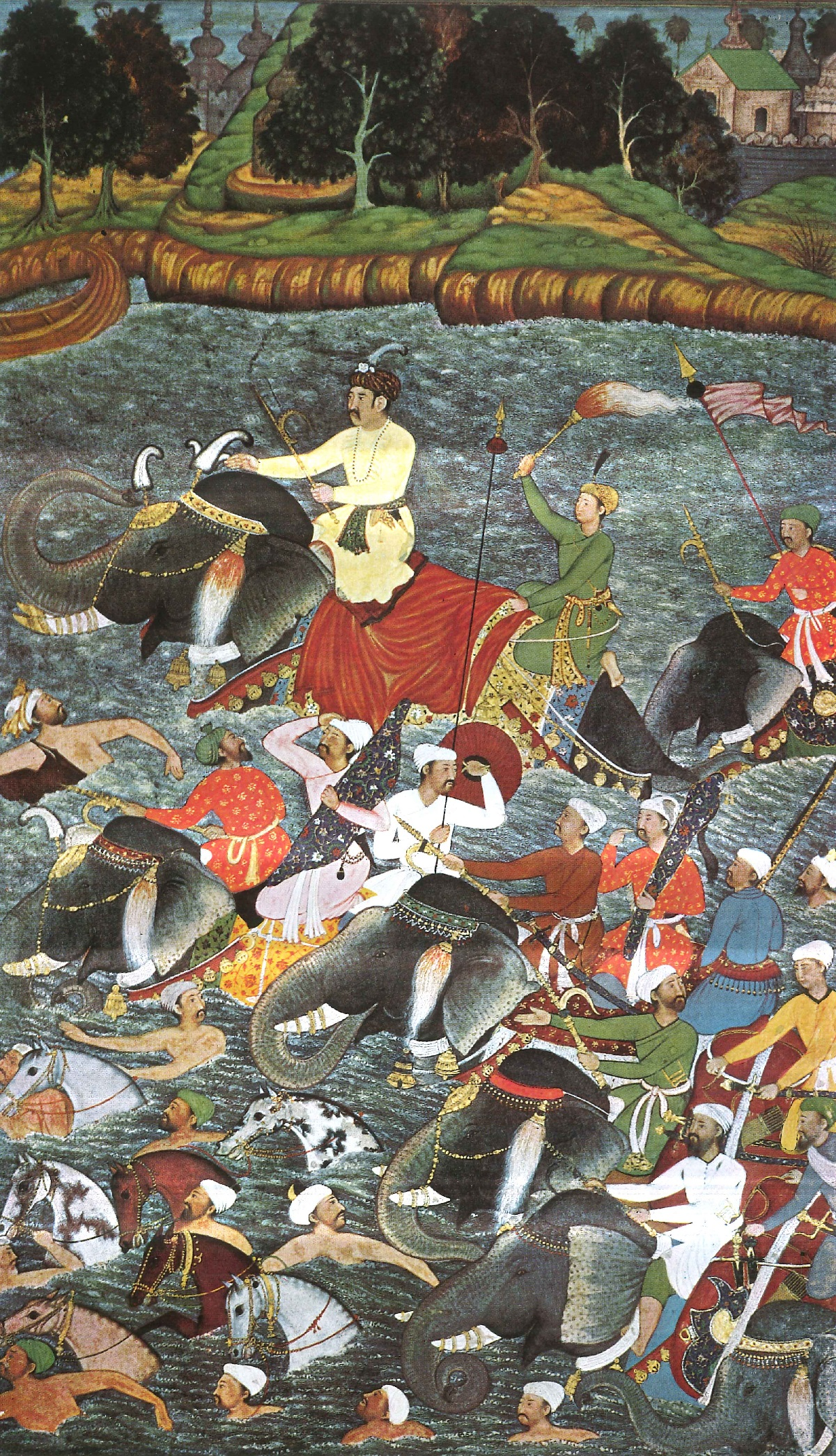
پادشاه گورکانی اکبر شب هنگام در حال عبور از رودخانه است.